# P. Moos
Phillip Moos ist ein Schweizer Hip-Hop-Musiker aus Zürich.

## Leben
Phillip Moos ist in Zürich aufgewachsen. Er kam anfangs der 1990er Jahre zum Hip-Hop. Mit Mardn One, Martene und DJ Abe gründete er 1992 die Rapcrew Gleiszwei. In mehr als zehn Jahren erschienen vier Alben der Zürcher Hip-Hop Gruppe.
2004 erschien P. Moos’ erstes Soloalbum unter dem Titel Mis Läbe, auf dem auch der bekannte deutsche Rapper Franky Kubrick auftrat. 2008 veröffentlichte P. Moos mit Samurai das Album «Swiss Made», mit dem sie in die Schweizer Hitparade gelangten.
Im Moment ist Phillip Moos beim Label Gleismusic unter Vertrag.
2010 hatte P. Moos einen erheblichen Anteil an der Produktion am Album Futurama des jungen Zürcher Rappers Tumen. 2011 produzierte er den Titel Zuekunftszwiifel auf Kushs Album Karisma.

## Diskografie

### Alben
- 2004: Mis Läbe
- 2008: Swiss Made (mit Samurai)

### Mit Gleiszwei
- 1997: Bumsdaluda (EP, auf Vinyl erschienen und auf 500 Stück limitiert)
- 1999: Jede Tagn Gleiser
- 2001: Rapscheiss
- 2006: Limmetstadt Bros

### Singles / Videoclips
- 2004: Angel (feat. Franky Kubrick; mit Video)
- 2004: Isch guet jetzt (Video)
- 2008: Lah mi flüge (mit Samurai und Emel auf dem Album Swiss Made)

### Sonstige
- 2007: Keine wie ich (auf Samurais Album Sam Oibel 1.)